# مقاریح (روستا)
 مقاربح  به عربی ( الَمقاربح )، روستایی است در دهستان وزیره از توابع استا مَهره در کشور یمن در شبه جزیره عربستان.

## جمعیت
جمعیت آن ( ۴۵) نفر (۴ خانوار) می‌باشد.